# ГЕС Сі-Сіма
ГЕС Сі-Сіма — гідроелектростанція на півдні Норвегії за сотню кілометрів на схід від Бергену. Використовує ресурс зі сточища річок, котрі впадають до Eidfjorden (східне завершення Гардангер-фіорду) та його продовження Simadalsfjorden.
Водозбірна система станції включає два водосховища:
- Sysenvatnet, створене на річці Leiro, правій притоці  Eidfjordvassdraget (впадає до Eidfjorden). Цей резервуар утримує кам'яно-накидна гребля із моренним ядром висотою 81 метр, довжиною 1167 метрів та шириною по основі 248 метрів, яка потребувала 3,6 млн м3 породи. Сховище має площу поверхні 10,2 км2 та корисний об'єм 436 млн м3, що забезпечується коливанням рівня між позначками 874 та 940 метрів НРМ (в тому числі на 4,9 метра за рахунок здреновування нижче від природного показника). Окрім власного стоку, до Sysenvatnet по тунелю довжиною біля 2 км надходить ресурс із водозабору на Eidfjordvassdraget;
- Rembesdalsvatnet на річці Simadalsvassdraget, що тече до Simadalsfjorden. Воно має корисний об'єм 39 млн м3 та припустиме коливання поверхні між позначками 860 та 905 метрів НРМ (в тому числі на 19,4 метра за рахунок здреновування нижче природного рівня). До цього сховища через короткий канал скидається ресурс із elv fra Vardeskorvet, правої притоки Simadalsfjorden.
Від Sysenvatnet до Rembesdalsvatnet прямує тунель довжиною біля 14 км, який на своєму шляху сполучений з водозаборами на Isdolo (права притока Eidfjordvassdraget) та Skykkjedalselvi (лівий доплив Simadalsvassdraget).
Від Rembesdalsvatnet по правобережжю Simadalsvassdraget прокладений головний дериваційний тунель довжиною понад 7 км, який отримує додатковий ресурс із водозабору на її притоці Skredani (а через бічне відгалуження довжиною біля 2 км також із невеликих потоків Oneana та Asana, котрі впадають до Simadalsfjorden неподалік від устя Simadalsvassdraget).
Основне обладнання станції становлять дві турбіни типу Пелтон потужністю по 315 МВт, які використовують напір у 905 метрів та забезпечують виробництво 2158 млн кВт-год електроенергії на рік. При цьому в тому ж залі розташовані гідроагрегати станції Ланг-Сіма, котрі використовують іншу водозбірну мережу.
Відпрацьована вода по спільному для станцій відвідному тунелю довжиною дещо менше за 1 км транспортується до Simadalsfjorden.